# Byron Foulger
Byron Foulger, född 27 augusti 1899 i Ogden, Utah, död 4 april 1970 i Hollywood, Los Angeles, Kalifornien, var en amerikansk skådespelare. Under 1920-talet arbetade han som teaterskådespelare. Han spelade under åren 1920–1922 på Broadway. Han filmdebuterade 1932 och medverkade fram till 1970 i nära 500 amerikanska filmer och TV-produktioner. Foulger anlitades för småroller som sekreterare, tjänstemän, affärsinnehavare med mera, ofta med ett nervöst temperament. Han medverkar i många av 1930-talets och 1940-talets storfilmer, men var i princip aldrig omnämnd i filmernas förtexter. Frank Capra och Preston Sturges är två kända regissörer som ofta använde honom i sina filmer.

## Filmografi (i urval)
- 1937 – En dag på kapplöpningarna (ej krediterad)
- 1937 – Fången på Zenda (ej krediterad)
- 1937 – Skymning (ej krediterad)
- 1937 – Som en tjuv om natten (ej krediterad)
- 1937 – Kunna dessa ögon ljuga? (ej krediterad)
- 1938 – Jag är lagen (ej krediterad)
- 1938 – Hjältar av idag (ej krediterad)
- 1938 – Komedien om oss människor (ej krediterad)
- 1939 – Mr. Smith i Washington (ej krediterad)
- 1939 – Hjärter är trumf (ej krediterad)
- 1939 – Union Pacific (ej krediterad)
- 1940 – Skarpskytten i Arizona
- 1940 – Edison, uppfinnaren
- 1940 – Skojare gör karriär (ej krediterad)
- 1940 – Glädjestaden (ej krediterad)
- 1941 – Med tio cents på fickan
- 1941 – En viss mr. Pulham (ej krediterad)
- 1941 – En kvinna minns... (ej krediterad)
- 1942 – Dårarnas paradis (ej krediterad)
- 1943 – Skräckdagar i Prag
- 1943 – Vi människor (ej krediterad)
- 1943 – Vi hälsa livet (ej krediterad)
- 1944 – Miraklet (ej krediterad)
- 1944 – I skuggan av ett tecken (ej krediterad)
- 1944 – Mrs. Parkington (ej krediterad)
- 1944 – Redo för morgondagen (ej krediterad)
- 1945 – En stackars miljonär (ej krediterad)
- 1945 – Mirakelmannen (ej krediterad)
- 1945 – Människor på hotell (ej krediterad)
- 1945 – Det enda vittnet (ej krediterad)
- 1946 – Vilse (ej krediterad)
- 1946 – Efter regn kommer solsken (ej krediterad)
- 1946 – Kärlekens serenad (ej krediterad)
- 1948 – Kärlek till döds
- 1948 – Nattmänniskan
- 1950 – Kvitt eller dubbelt
- 1950 – Mörk stad (ej krediterad)
- 1952 – Vi är inte gifta! (ej krediterad)
- 1954 – Stad i panik (ej krediterad)
- 1958 – Lång, het sommar (ej krediterad)
- 1961 – Fickan full av flax (ej krediterad)
- 1962 – De red efter guld (ej krediterad)
- 1968 – Spöke på villovägar (ej krediterad)
- 1970 – Det var en gång en skurk... (ej krediterad)